# Richard Kurth
Richard Augustin Kurth (Somerville (Massachusetts), 22 april 1889 – Bangor (Maine), 18 februari 1972) was een Amerikaanse componist en militaire kapelmeester.

## Levensloop
Kurth studeerde muziek aan het New England Conservatory in Boston. Vervolgens studeerde hij in Europa, namelijk aan de Felix Mendelssohnschool voor muziek en theater in Leipzig en aan het Stern'sches Konservatorium in Berlijn. Na zijn terugkomst in de Verenigde Staten begon hij zijn carrière als militaire kapelmeester en woonde een bepaalde tijd in West Roxbury, nu een wijk van Boston. Als componist zijn van hem werken voor harmonieorkest en kamermuziek bekend.

## Composities

### Werken voor harmonieorkest
- 1941 Black Widow, wals
- 1941 Revelry
- 1942 Chinese War March
- Fortitude Overture,

### Werken voor piano
- 1941 Revelry
- 1941 Black Widow, wals